# 新米科拉伊夫卡 (新瓦西里夫卡市鎮)
46°48′44″N 35°49′52″E / 46.81222°N 35.83111°E
新米科拉伊夫卡（烏克蘭語：Новомиколаївка），是烏克蘭的村落，位於該國東南部扎波羅熱州，由梅利托波爾區的新瓦西里夫卡市镇負責管轄，處於梅特羅茲利河畔，距離沃斯克列先卡1公里，始建於1860年，面積2.8平方公里，海拔高度16米，2001年人口238。